# Найкращий мотоцикл року
Найкращий мотоцикл року — щорічний конкурс, який проводить «Світова Асоціація Супертест» (Supertest World Association).
Організація SWA об'єднує під своїм крилом представників одинадцяти найавторитетніших мотоциклетних журналів з усього світу, серед яких такі популярні видання, як британський «TWO», італійський «Due Ruote» і португальський «Moto Journal». У ході голосування, кожен з представників голосуючої країни вибирав три найкращих мотоцикла на свій розсуд. Переможець «трійки» отримував три очки, другий — два, третій — одне очко.
У 2012 році титул «Найкращий мотоцикл 2012 року» отримав італійський супербайк Ducati 1199 Panigale. В результаті голосування останній набрав 20 очок. Друге місце виборов Honda NC700S/X — 10 очок. Третій рядок рейтингу з рівною кількістю очок між собою розділили KTM 690 Duke і Aprilia RSV4 APRC (5 очок).
У 2011 році престижну нагороду від Supertest World Association отримав баварський турист BMW K1600GT/GTL, а в 2010 році — спортбайк BMW S1000RR. У 2009 році найкращим став літровий спортбайк Kawasaki ZX-10R, а в 2008 — італійський супербайк Ducati 1098.

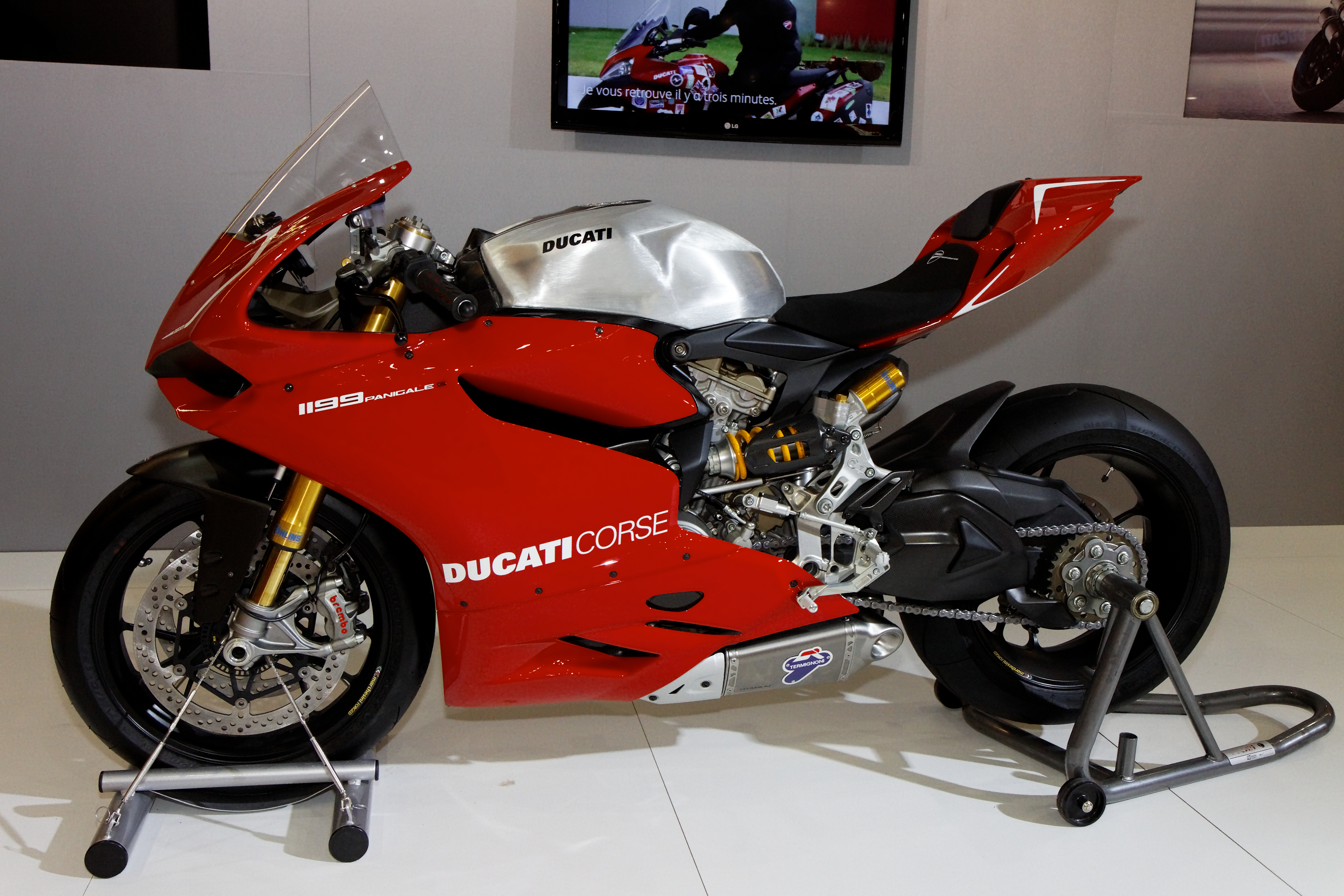
Ducati 1199 Panigale 2012
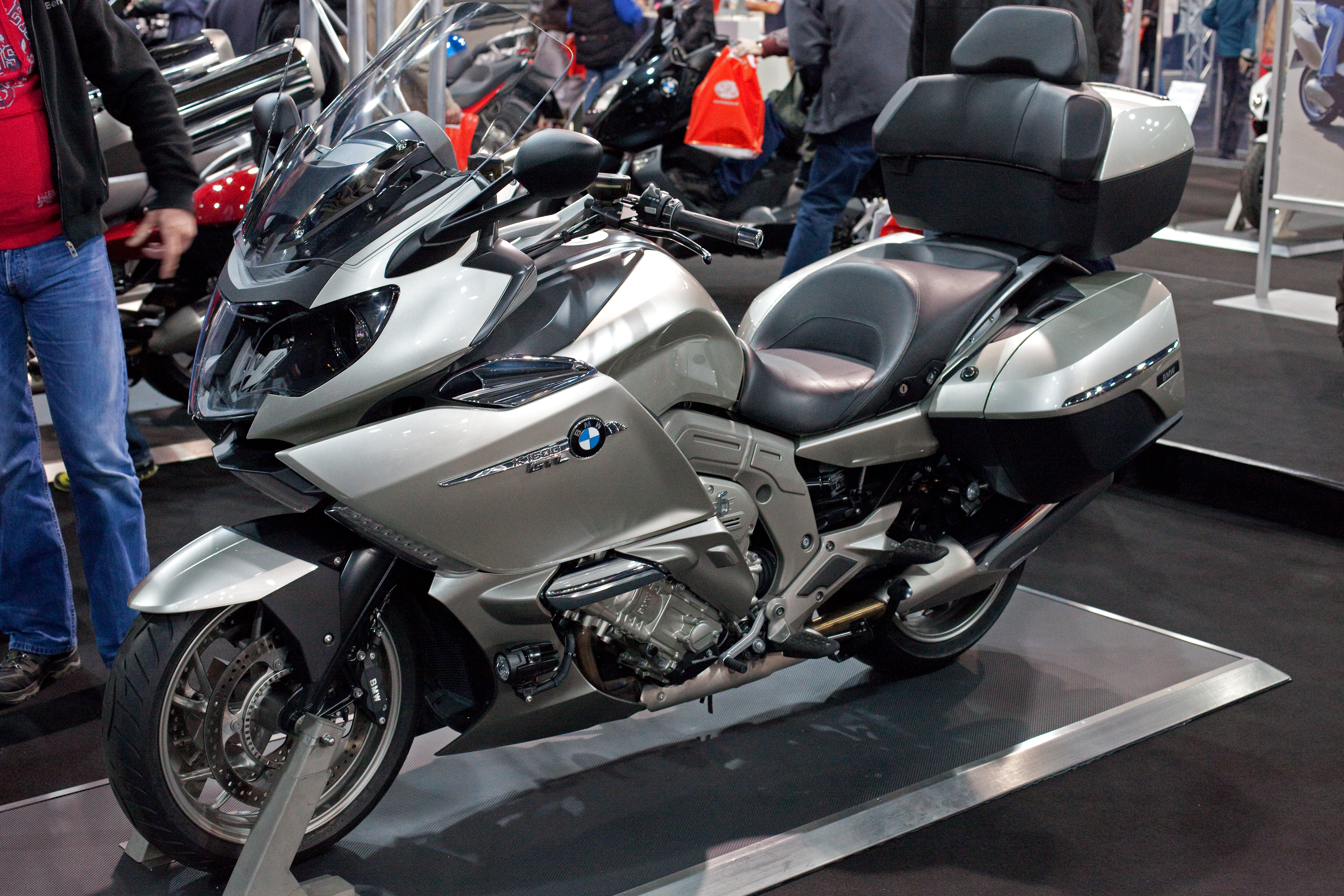
BMW K1600GTL 2011
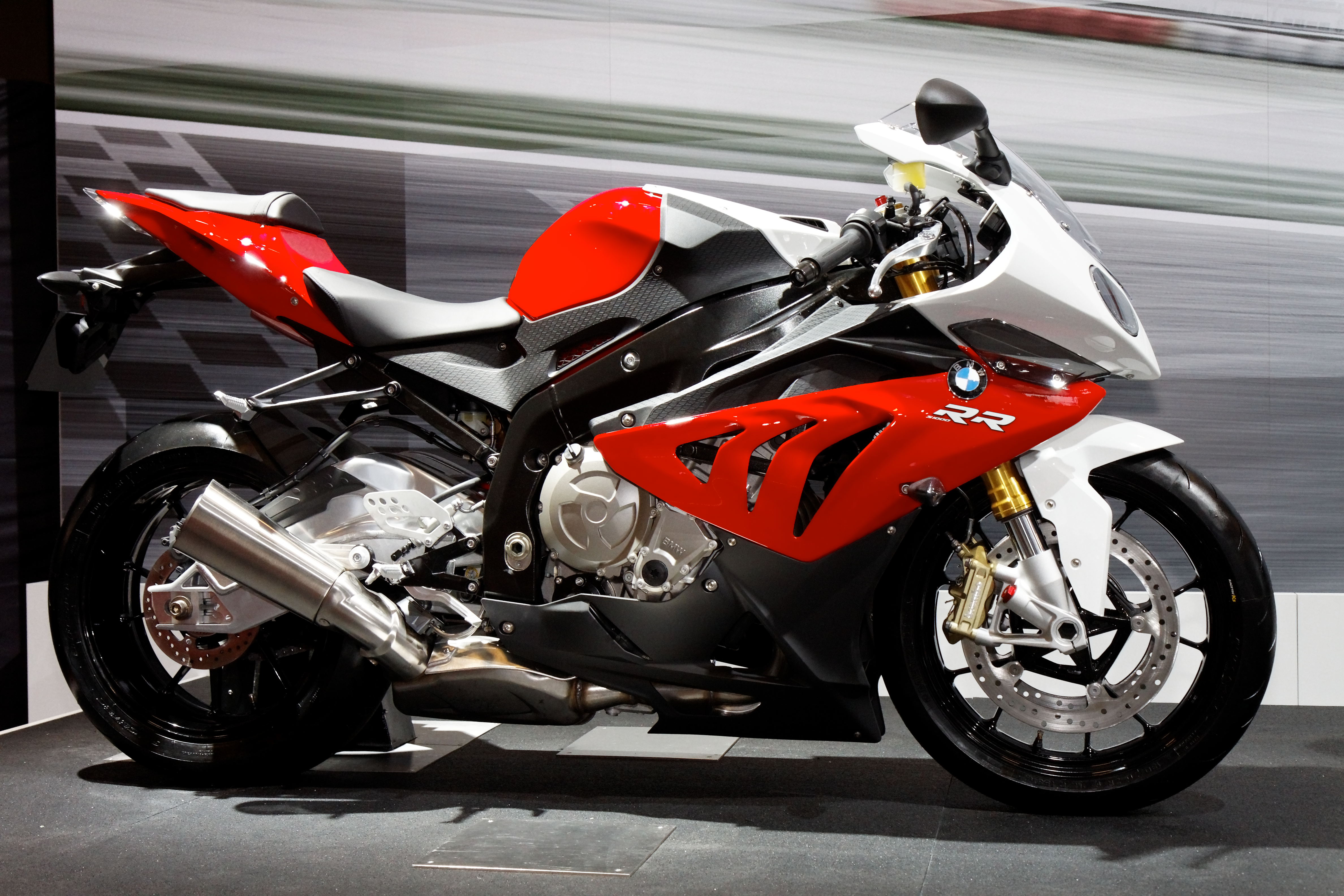
BMW S1000RR 2010
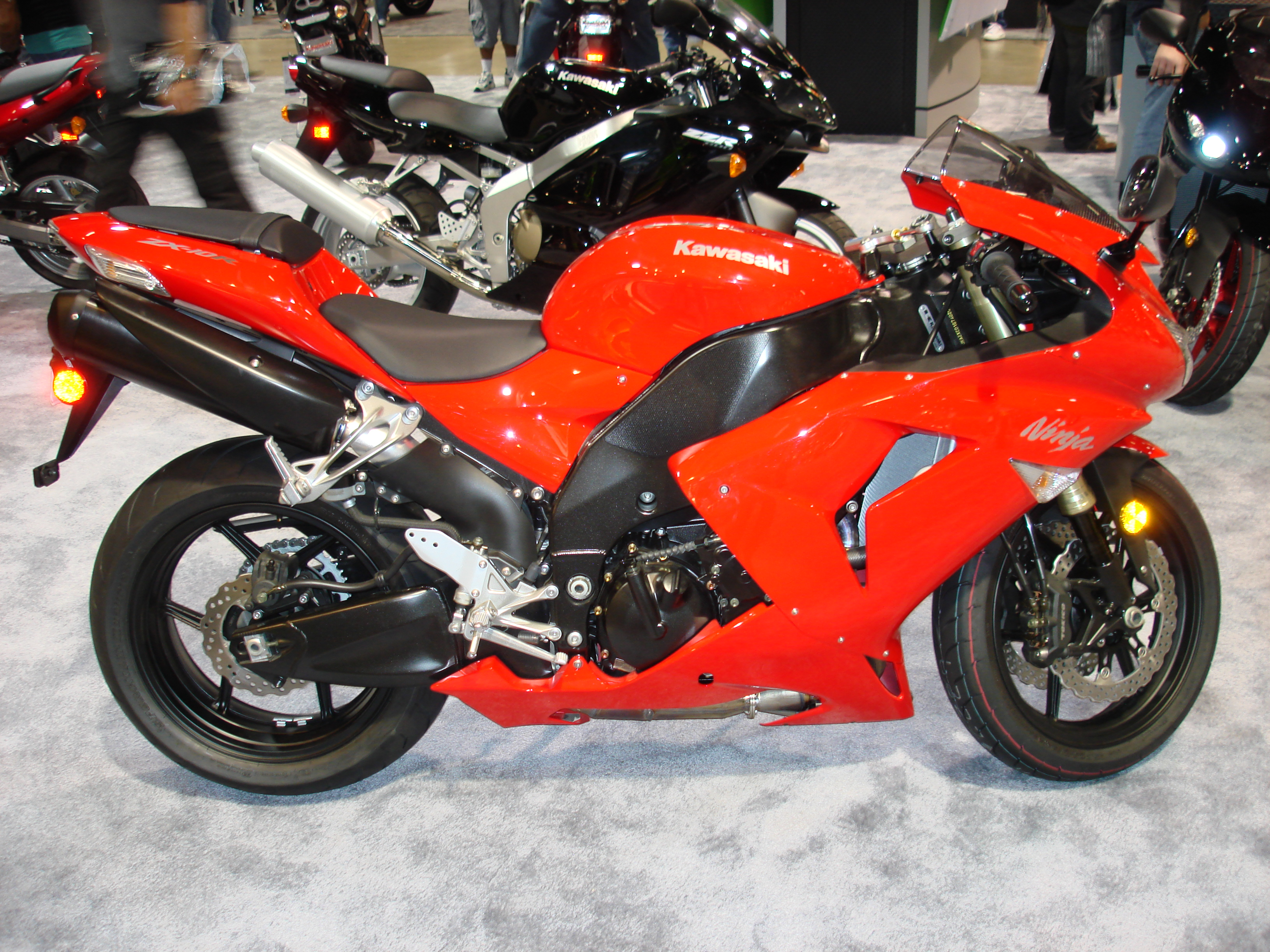
Kawasaki ZX-10R 2009
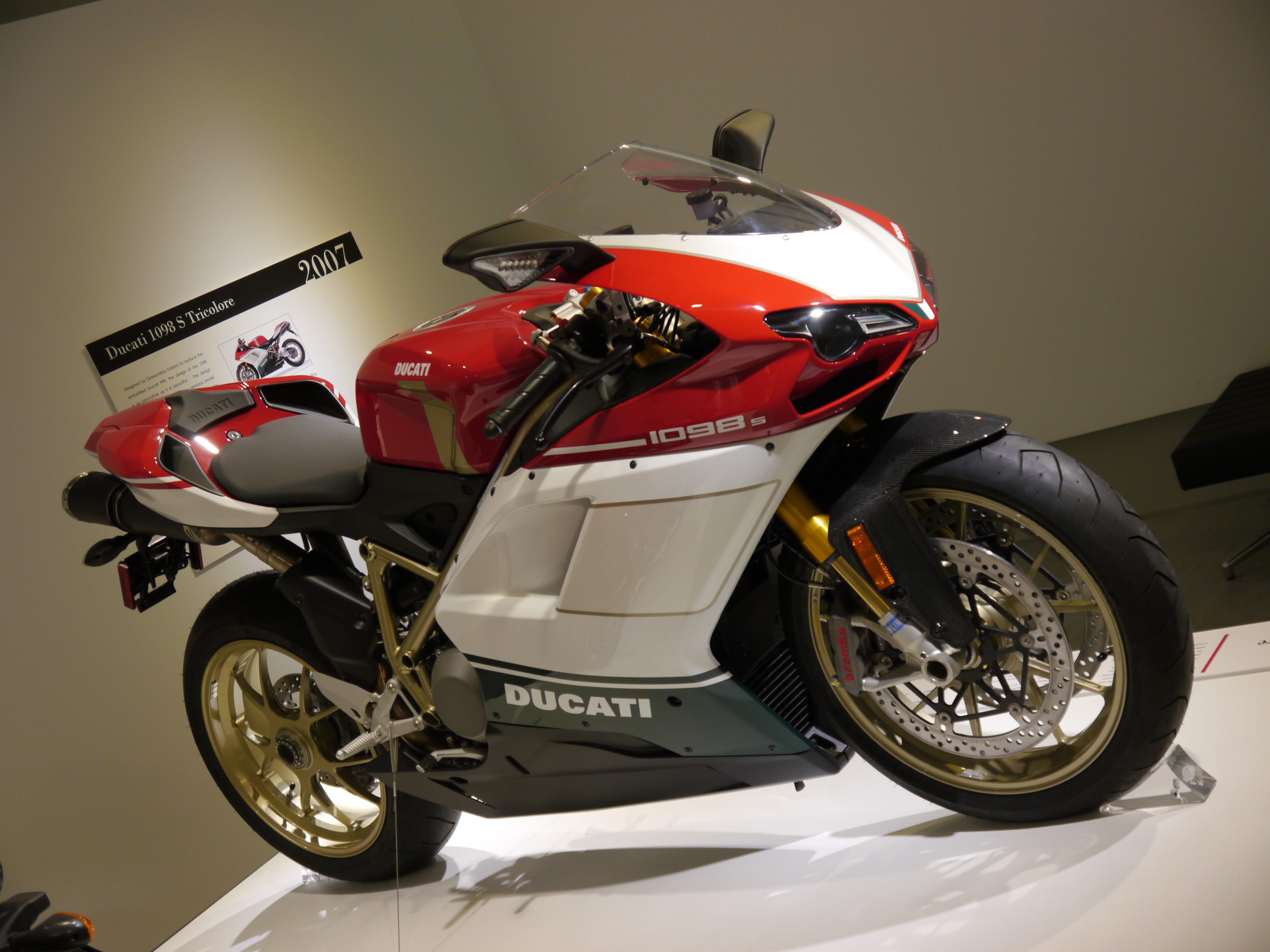
Ducati 1098 2008